# Мохтар Белкхітер
Мохтар Белкхітер (фр. Mokhtar Belkhiter, араб. مختار بلخيتر; нар. 15 січня 1992, Оран, Алжир) — алжирський футболіст, захисник національної збірної Алжиру та клубу «Клуб Африкен».

## Клубна кар'єра
У дорослому футболі дебютував 2010 року виступами за команду клубу «Бліда». 
Своєю грою за цю команду привернув увагу представників тренерського штабу клубу «Ель-Еулма», до складу якого приєднався 2013 року. Відіграв за команду Ель-Еулми наступні три сезони своєї ігрової кар'єри. Більшість часу, проведеного у складі «Ель-Еулми», був основним гравцем захисту команди.
До складу клубу «Клуб Африкен» приєднався 2016 року.

## Виступи за збірну
2017 року дебютував в офіційних матчах у складі національної збірної Алжиру. Наразі провів у формі головної команди країни 1 матч.
У складі збірної був учасником Кубка африканських націй 2017 року у Габоні.